# Gadolinium(III)-chlorid
Gadolinium(III)-chlorid ist eine chemische Verbindung aus der Gruppe der Chloride.

## Gewinnung und Darstellung
Gadolinium(III)-chlorid kann durch Reaktion von Gadolinium mit Chlorwasserstoff bei 600 °C gewonnen werden.
{\displaystyle \mathrm {2\ Gd+6\ HCl\longrightarrow 2\ GdCl_{3}+3\ H_{2}} }
Es kann auch über die Synthese und anschließende thermische Zersetzung von (NH4)2[GdCl5] bei 300 °C gewonnen werden.
{\displaystyle \mathrm {10\ NH_{4}Cl+2\ Gd\longrightarrow 2\ (NH_{4})_{2}[GdCl_{5}]+6\ NH_{3}+3\ H_{2}} }
{\displaystyle \mathrm {2\ (NH_{4})_{2}[GdCl_{5}]\longrightarrow (NH_{4}[Gd_{2}Cl_{7}]+3NH_{4}Cl)\longrightarrow 2\ GdCl_{3}+4\ NH_{4}Cl} }

## Eigenschaften
Gadolinium(III)-chlorid ist eine farblose, hygroskopische, wasserlösliche Verbindung, die in genügend reiner Form, aus Wasser auskristallisiert durchsichtige klare Kristalle eines Hexahydrates (GdCl3•6 H2O) ergibt. Das Hexahydrat ist monoklin mit der Raumgruppe P2/n (Raumgruppen-Nr. 13, Stellung 2) und zwei Formeleinheiten pro Elementarzelle. Die wasserfreie Form liegt in einer Kristallstruktur mit der Raumgruppe P63/m (Nr. 176) vor.

## Verwendung
Gadolinium(III)-chlorid wird eingesetzt bei der Synthese und NMR-Untersuchungen der paramagnetischen GdPCTA-[12] und GdPCTA-[13] Komplexe mit möglicher Verwendung als Kontrastmittel für die NMR.